# 甲烷菌

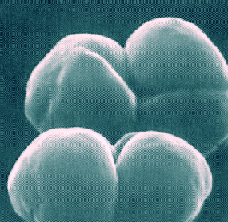
巴氏甲烷八叠球菌

甲烷菌（英語：Methanogen）為可行無氧呼吸作用產生甲烷的微生物，均屬廣古菌門的古菌，通常生長在厭氧的環境，如濕地沼澤、動物的消化道中與缺乏硫酸鹽的海底沉積物，在沼澤中可產生沼氣，在消化道則會造成打嗝與屁。多數甲烷菌不能在有氧的環境中生存，巴氏甲烷八叠球菌為少數例外，因具有超氧化物歧化酶（SOD）而對氧氣的抗性稍強。甲烷菌的細胞壁成分為假肽聚糖或蛋白質組成的准結晶結構。
有些甲烷菌可分解有機污染物，因而被用於處理污水。

## 種類
以下列出部分類群的甲烷菌
- 甲烷杆菌属 Methanobacterium
- 甲烷短杆菌属 Methanobrevibacter
- 甲烷球菌属 Methanococcus
- 甲烷粒菌属 Methanocorpusculum
- 甲烷袋状菌属 Methanoculleus
- 产甲烷菌属 Methanogenium
- 甲烷微菌属 Methanomicrobium
- 甲烷嗜高热菌属 Methanopyrus
- 甲烷八叠球菌属 Methanosarcina